# نيحا (الشوف)
نيحا هي إحدى القرى اللبنانية من قرى قضاء الشوف في محافظة جبل لبنان. تضم القرية على أغلبية من الموحدين الدروز إلى جانب أقليّة مسيحية.

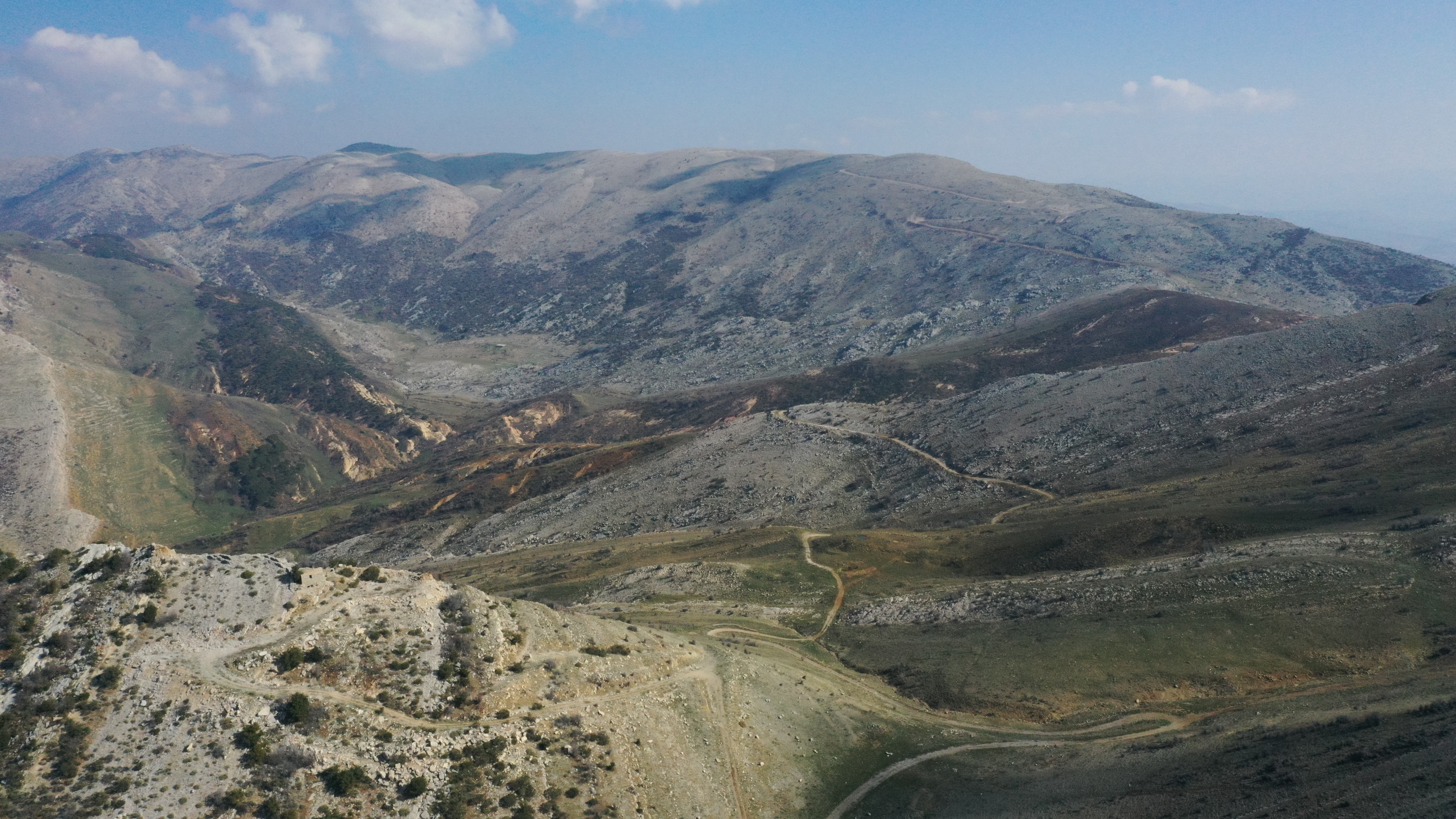
في جبل نيحا في محمية الشوف الطبيعية، يعتبر الاتصال بين طبقات الحجر الجيري والحجر الرملي الجوراسي والطباشيري مثيرًا للاهتمام بشكل خاص.

## أعلام
- وديع الصافي